# Henryk Szarski (zoolog)

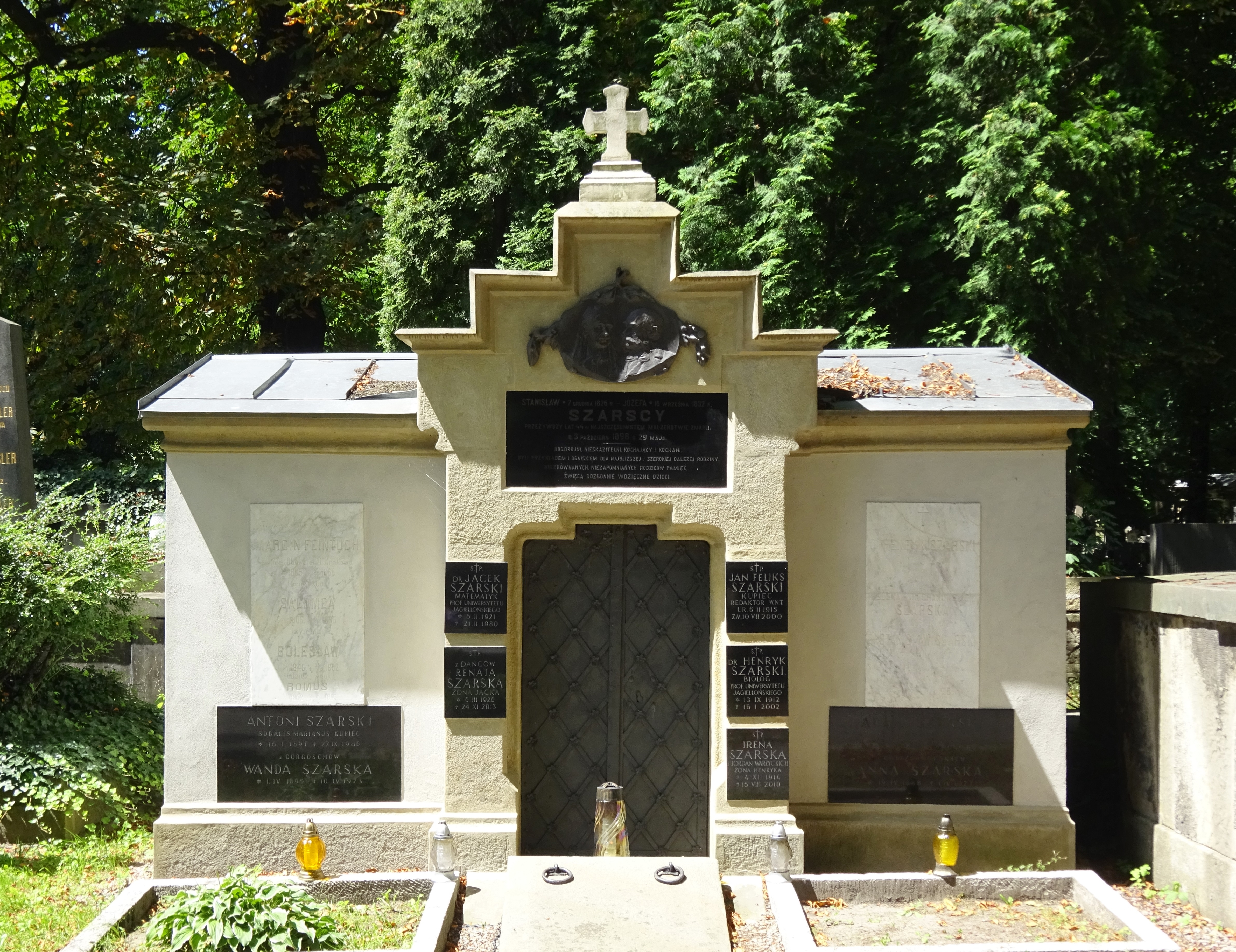
Grobowiec Szarskich na cmentarzu Rakowickim

Henryk Szarski (ur. 13 września 1912 w Krakowie, zm. 16 stycznia 2002 tamże) – polski biolog, ewolucjonista, profesor.

## Życiorys
Ukończył w 1935 biologię na Uniwersytecie Jagiellońskim, gdzie też podjął pracę. W 1937 obronił pracę doktorską, w 1946 habilitację, a w 1948 został profesorem. W tym roku przeprowadził się na Uniwersytet Mikołaja Kopernika w Toruniu, gdzie był rektorem w okresie 1956–1959. Od 1967 wykładał z powrotem na Uniwersytecie Jagiellońskim. Członek PAN. Członek American Society of Ichthyology and Herpetology, Royal Society of New Zealand i Société Zoologique de France. Doktor honoris causa Uniwersytetu Mikołaja Kopernika (1985). Otrzymał Krzyż Komandorski i Krzyż Oficerski Orderu Odrodzenia Polski.
Głównym przedmiotem badawczym H. Szarskiego były kręgowce i ich ewolucja. Specjalizował się w płazach. Autor wielu publikacji, w tym w Science i Nature.
Autor jednego z bardziej popularnych polskich podręczników poświęconych ewolucji kręgowców (6 wydań) Historia zwierząt kręgowych.
Pochowany na cmentarzu Rakowickim w Krakowie.